# Крутоложне
Крутоло́жне (рос. Крутоложное) — присілок у складі Первомайського району Томської області, Росія. Входить до складу Первомайського сільського поселення.

## Населення
Населення — 401 особа (2010; 437 у 2002).
Національний склад (станом на 2002 рік):
- росіяни — 89 %